# Język tlingit
Język tlingit (wymowa: [ɬɪnkɪ́t]) – język z rodziny na-dene, używany na Alasce i w Kanadzie. Współcześnie mówi nim około 500 Indian. Pod względem gramatycznym jest polisyntetyczny i inkorporacyjny. Najczęstszy szyk zdania to SOV. Język ten posiada ejektywne spółgłoski szczelinowe, bardzo rzadkie w językach świata, nie ma zaś w ogóle spółgłosek wargowych.
Był zapisywany cyrylicą w okresie gdy Alaska należała do Rosji. Obecnie zapisywany jest alfabetem łacińskim.
W latach 70. XX wieku odnotowano, że jest zagrożony wymarciem (niemniej wciąż posługiwało się nim ponad 1000 osób). Użycie tlingit ograniczało się do osób dorosłych (choć niektóre dzieci miały przynajmniej bierną jego znajomość). Podjęto wówczas starania w kierunku opracowania publikacji do użytku szkolnego. Został bogato udokumentowany, m.in. w postaci słowników oraz materiałów tekstowych. Nora M. Dauenhauer i Richard Dauenhauer położyli zasługi na rzecz utrwalenia literatury i tradycji oratorskich ludu Tlingit.